# Awakening of the Liar
Awakening of the Liar è un album studio del gruppo musicale polacco Hate, pubblicato il 4 marzo 2003 dalla Listenable Records.

## Tracce
1. Flagellation – 2:40
2. Anti-God Extremity – 2:42
3. Close to the Nephilim – 4:19
4. Immolate the Pope – 3:48
5. The Shroud – 2:55
6. The Scrolls – 4:16
7. Awakening of the Liar – 3:36
8. Serve God, Rely on Me – 2:44
9. Grail in the Flesh (strumentale) – 1:44
10. Spirit of Gospa – 2:56

## Formazione
- Adam the First Sinner - chitarra, voce
- Kaos – chitarra ritmica
- Cyprian – basso
- Hellrizer – batteria